# پریکلس کاکوسیس
پریکلس کاکوسیس (یونانی: Περικλής Κακούσης؛ ۱ ژانویهٔ ۱۸۷۹ – ۱۹۳۹) وزنه‌بردار اهل یونان بود.
از افتخارات وی میتوان به کسب مدال طلا در بازی‌های المپیک تابستانی ۱۹۰۴ اشاره کرد.